# Pascula
Pascula là một chi ốc biển, là động vật thân mềm chân bụng sống ở biển thuộc họ Muricidae, họ ốc gai.

## Các loài
Các loài thuộc chi Pascula bao gồm:
- Pascula citrica (Dall, 1908)[2]
- Pascula darrosensis (E.A. Smith, 1884)[3]
- Pascula ferruginosa Reeve, 1846[4]
- Pascula lefevreiana (Tapparone-Canefri, 1880)[5]
- Pascula muricata (Reeve, 1846)[6]
- Pascula ochrostoma (Blainville, 1832)[7]
- Pascula ozenneana (Crosse, 1861)[8]
- Pascula palmeri (Powell, 1967)[9]
- Pascula rufonotata (Carpenter, 1864)[10]
- Pascula submissa (E. A. Smith, 1903)[11]